# Alexandros Papadopoulos
Alexandros Papadopoulos (* 28. Oktober 1936 in Paparis, Arkadien; † 19. Dezember 2023) war ein griechisch-orthodoxer Geistlicher und Theologe der griechisch-orthodoxen Kirche. Er war Metropolitan-Erzbischof von Mantineia and Kynouria (1995–2023) und Metropolit von Nafpaktos (1984–1995).

## Leben
Papadopoulos machte seinen Abschluss an der kirchlichen Schule von Korinth und studierte anschließend an der Theologischen Fakultät der Universität Athen. An der Universität von Zypern erwarb er einen Master-Abschluss in orthodoxer Theologie. Der Titel seiner Doktorarbeit lautete „Die heilige Metropolitankirche des Heiligen Basilius von Tripolis“. Er wurde 1968 zum Diakon und 1969 zum Priester geweiht.
Im Mai 1984 wurde er zum Metropoliten von Nafpaktos und Agios Vlasios (Ναυπάκτου και Αγίου Βλασίου) gewählt. Im Jahr 1985 gründete er in Nafpaktos eine Priesterschule für die Ausbildung neuer Geistlicher. Zudem war er Gründer und Leiter der Diözesanzeitung „Ecclesiastical Temple“ (Εκκλησιαστική Ναυς). 1986 gründete er in Nafpaktos eine Schule für byzantinische Musik. Ebenfalls in Nafpaktos wurde eine interorthodoxe Konferenz unter Beteiligung der autokephalen Kirchen von Alexandria, Rumänien, Russland, Bulgarien, Serbien und Prag und unter der allgemeinen Aufsicht des Erzbischofs von Athen und ganz Griechenland, Seraphim von Athen, organisiert.
Im Januar 1995 wurde er zum Metropoliten von Mantineia und Kynouria (Μαντινείας και Κυνουρίας) gewählt. Seine Inthronisierung fand am 26. Februar 1995 in der Kathedrale des Heiligen Basilius (Agios Vasilios) in Tripoli statt. 2016 war er Mitglied der Delegation der Kirche von Griechenland beim Panorthodoxen Konzil 2016 in der orthodoxen Akademie von Kolymvari auf Keta (Vorbereitungsprozess für das erste neuzeitliche allorthodoxe Heilige und Große Konzil).
Alexandros Papadopoulos starb im Alter von 87 Jahren am 19. Dezember 2023.